# Uns Braços
"Uns Braços" é um dos contos mais famosos de Machado de Assis. Publicado primeiramente em 1885 na Gazeta de Notícias, foi posteriormente incluído no livro Várias Histórias, em 1896.
O conto trata da história de um jovem chamado Inácio, de quinze anos, que mora com o solicitador Borges em uma casa extensa, onde também vive Dona Severina. A mulher traz seus braços sempre nus, o que na época era ato de vulgaridade e informalidade. O menino se apaixona por D. Severina, que também sente uma forte atração pelo garoto. Inácio, sabendo não poder continuar a amar D. Severina, pensa em fugir da casa de Borges. Contudo, os braços de D. Severina o atraem tanto que lhe falta coragem para deixá-los. 
Em um certo momento, Inácio dorme e D. Severina o vê. Simultaneamente, Inácio sonha com D. Severina aproximando-se dele e beijando-o e D. Severina torna seu sonho realidade. É depois daquele único beijo dentro de um sonho que Inácio deixa a casa de Borges, tempos depois, ao completar dezesseis anos, sem ao menos saber que o beijo fora real.